# Новегро-Трегарецо-Сан Феличе (Милано)
Новегро-Трегарецо-Сан Феличе је насеље у Италији у округу Милано, региону Ломбардија.
Према процени из 2011. године у насељу је живело 4639 становника. Насеље се налази на надморској висини од 112 m.